# Rochray Glacier
Rochray Glacier är en glaciär i Antarktis. Den ligger i Västantarktis. Inget land gör anspråk på området. Rochray Glacier ligger 16 meter över havet.
Terrängen runt Rochray Glacier är platt åt sydväst, men åt nordost är den kuperad. Trakten är obefolkad. Det finns inga samhällen i närheten.